# Ácido fusídico

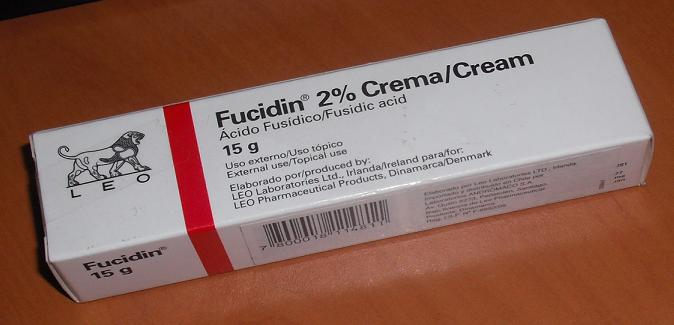

estructura ácido 2-[(1S,2S,5R,6S,7S,10S,11S,13S,14Z,15R,17R)-13-(acetiloxi)-5,17-dihidroxi-2,6,10,11- tetrametiltetraciclo[8.7.0.02,7.011,15] heptadecan-14-iliden]-6-metilhept-5-enoic

El ácido fusídico es un agente bacteriostático que a menudo se emplea tópicamente en cremas y gotas oftalmológicas, que también se puede emplear en comprimidos o inyectables.

## Farmacología
El ácido fusídico es un inhibidor de la síntesis proteíca bacteriana que evita el turnover del factor de elongación G del ribosoma. El ácido fusídico sólo es efectivo contra bacterias gram-positivas incluyendo especies de Staphylococcus y Corynebacterium . El ácido fusídico inhibe la replicación bacteriana y no es bactericida, es decir sólo es un "bacteriostático".

## Interacciones
El ácido fusídico no debe emplearse con quinolonas, ya que las antagoniza. Aunque durante décadas el ácido fusídico ha sido extensamente utilizado en la práctica clínica asociado con rifampicina, recientemente un ensayo clínico demostró que existe una interacción de tipo antagónico en dicha combinación de antibióticos.

Se había informado el 8 de agosto de 2008, que el Irish Medicines Board estaba investigando el deceso de un irlandés varón de 59 años que había desarrollado rabdomiólisis después de tomarlo asociado a atorvastatina, y otros tres casos similares.
En el mercado están disponibles las formas ungüento, crema, gota oftalmológicas y en tabletas.